# الأنظمة الاقتصادية الأربعة
ينظّم النظام الاقتصادي ويوزّع الموارد والخدمات والسلع في منطقة جغرافية أو دولة معينة، ويشمل النظام الاقتصادي العديد من المؤسسات والوكالات والكيانات وعمليات صنع القرار، وأنماط الاستهلاك التي تشكل الهيكل الاقتصادي لمجتمع معين، وهناك أربعة أنواع رئيسيّة من الأنظمة الاقتصادية، وهي:
1. النظام الاقتصادي التقليدي: وهو يعتمد على الزراعة أو غيرها من الأنشطة التقليدية المدرة للدخل، ويتركز عادة في البيئات الريفية، ويفتقر إلى القدرة على توليد فائض في الإنتاج، ولكنه مستدام للغاية.
2. النظام الاقتصادي الموجه: ويتميز بتدخل الحكومة في توجيه الإنتاج والتوزيع، ويتميز بالتخطيط المركزي والتنظيم الحكومي للاقتصاد.
3. النظام الاقتصادي المختلط: وهو يجمع بين العناصر الحرة والتنظيم الحكومي، ويتميز بتحقيق التوازن بين القطاعين العام والخاص.
4. اقتصاديات السوق: وهو يعتمد على العرض والطلب في تحديد الأسعار وتوزيع الموارد، ويتميز بالحرية الاقتصادية وعدم تدخل الحكومة في الإنتاج والتوزيع.

## النظام الاقتصادي التقليدي
يُطلق على النظام الاقتصادي الذي يحدد طريقة إنتاج السلع وتوزيعها وفقًا للعادات والتقاليد والمعتقدات التي ترسخت مع مرور الزمن اسم الاقتصاد التقليدي، وفي هذا المجتمع، يتم التبادل والمقايضة بدلاً من استخدام النقود، ويعتمد الأفراد على الزراعة والصيد لتأمين معيشتهم. وبالتالي، لا يتم تحديد إنتاج السلع وتوزيعها بناءً على إمكانية الربح المادي.
توجد المجتمعات التي تعتمد الاقتصاد التقليدي عادةً في المناطق الريفية في الدول النامية، مثل أفريقيا وأمريكا اللاتينية وآسيا والشرق الأوسط. ويتمحور الاقتصاد التقليدي حول الأسرة أو القبيلة، وتُتخذ القرارات الاقتصادية وتُنظم تفاصيل الحياة اليومية بناءً على التقاليد التي اكتسبها المجتمع من خلال تجارب أجدادهم.
من بين الإيجابيات التي يتمتع بها الاقتصاد التقليدي، فهو يتميز بالاستدامة بسبب طبيعته البدائية، وإنتاجه المنخفض نسبيًا من السلع، مما يؤدي إلى تقليل كمية الهدر في الاقتصاد التقليدي بشكل كبير مقارنة بالأنظمة الأخرى، وبسبب اعتماد الناس على العلاقات الإنسانية في الاقتصاد التقليدي، فإنهم يفهمون بوضوح أهمية مشاركتهم في تحسين حالة المجتمع، ويدرك الجميع أن جهودهم مستحقة ومقدرة من قبل الجماعة، مما يساعد على نقل المعارف والمهارات إلى الأجيال المستقبلية، كما أنّ عدم وجود التلوث الصناعي في الاقتصاد التقليدي، فإنه يعتبر صديقًا للبيئة، وبما أنهم لا ينتجون أكثر مما يستهلكون، فلا ينجم عن إنتاجهم للسلع أية مخلفات.
ومن سلبيات النظام الاقتصادي التقليدي:
- لا يوجد أيام عطلة في الاقتصاد التقليدي.
- العمل الدائم متطلب أساسي لإنتاج السلع التي يحتاج إليها المجتمع.
- لا يعد النجاح مضمونًا عندما يتعلق الأمر بصيد الحيوانات البرية أو الأسماك أو الزراعة.
- كفاءة الاقتصاد التقليدي منخفضة كثيرًا.
- احتمالية نجاح الاقتصاد التقليدي في تأمين مستوى معيشة جيد للأفراد بصفة دائمة ومستقرة منخفضة.
- خيارات العمل محدودة في الاقتصاد التقليدي.
- الابتعاد عن التغيير والابتكار لأنه يهدد استمرارية المجتمع.
- اعتماد الاقتصاد التقليدي الكبير على قوى الطبيعة.
- تضرر الإنتاج الزراعي بسبب الجفاف أو تضرر الغابة المطرية بسبب كارثة طبيعية مثل إعصار يمكن أن يؤدي إلى حدوث مجاعة دون أية تدخلات خارجية.
- غير قادرة على مقاومة اقتصادات السوق أو الاقتصادات المخططة.
- يمكن أن تستهلك اقتصادات السوق والاقتصادات المخططة الموارد الطبيعية التي تعتمد عليها مجتمعات الاقتصاد التقليدي.
- تطوير حقول النفط الروسي في سيبيريا ألحق الضرر بمجاري المياه والسهول الجليدية، ما خفض صيد الأسماك ورعي حيوانات الرنة لدى مجتمعات الاقتصاد التقليدي في تلك المناطق.

## الاقتصاد الموجه
يعود تاريخ الاقتصاد الموجه إلى الاتحاد السوفيتي في عام 1920م، والذي يختلف عن الاقتصاد الرأسمالي والاقتصاد السوق في عدة جوانب، ففي الاقتصاد الموجه تكون عملية اتخاذ القرار مركزية بينما تكون غير مركزية في الاقتصاد الرأسمالي والاقتصاد السوق، كما يختلف النظام في حقوق الملكية، فالملكية في الاقتصاد الموجه للدولة ملكية تامة بينما تكون جماعية في اقتصاد السوق وخاصة في الاقتصاد الرأسمالي.
وبالنسبة إلى الحوافز، ففي الاقتصاد الرأسمالي تكون الحوافز مادية فقط، بينما تكون مادية ومعنوية في الاقتصاد الموجه واقتصاد السوق، ويتطلب نظام الاقتصاد الموجه من كل فرد المساهمة في النظام بقدر ما يستطيع، ويتم توزيع الناتج بحسب الإسهام، ويتميز بالعدالة والمساواة والقدرة على توجيه الموارد توجيهاً جيداً نحو أهداف تنموية محددة.
وعلى الرغم من استقراره، يحتوي النظام على تضخم مكبوت وعدم توظيف كامل للموارد، وبالنسبة إلى الدخل فإن الملكية الكاملة للدولة لعناصر الإنتاج تؤدي إلى توزيع الدخل بشكل نسبي عادل، وهذا النوع من الاقتصاد ينتشر في الدول ذات النظام الشيوعي مثل كوريا الشمالية الحديثة.

### مزايا الاقتصاد الموجه
- محاربة الصراع الطبقي الأزلي وتقليل الانقسام الطبقي الموجود في المجتمع.
- تأميم وسائل الإنتاج والانتهاء من الملكية الخاصة لهذه الوسائل.
- تحقيق معدلات نمو اقتصادي عالية عندما تقوم الدولة بتولي زمام الأمور بشكل كامل وتقود الاستثمار وتسيير دواليب التنمية.
- السيطرة على أهداف التنمية وتولي مهمة التخطيط بشكل كامل.
- تحقيق المساواة بين أفراد المجتمع بدلاً من تعظيم الأرباح وتراكم الثروات في أيدي القلة.
- محاربة البطالة وإتاحة فرص التوظيف للمواطنين وفق مبدأ تكافؤ الفرص.
- امتلاك الدولة لجميع عناصر الإنتاج وتوظيفها بشكل صحيح لتحقيق أهداف تنموية.
- زيادة الاستثمارات بما يخدم أهداف التنمية الاقتصادية.
- إمكانية البدء بالصناعات الخفيفة والانتقال تدريجياً نحو امتلاك الصناعات الثقيلة.
- تحقيق الرفاهية الاجتماعية للجميع.
- وجود القرار الواحد المنسق والحاسم الذي يلزم الجميع بتطبيقه.
- تحديد السلع الأهم التي تتناسب مع حاجات المجتمع الرئيسة وتوجه الإنتاج باتجاهها.
- حصول هذا النظام على تأييد كبير في معظم الدول؛ إذ يجدون أنَّ الدولة تستطيع من خلاله تخصيص الموارد بطريقة تحقق فيها الرفاهية لمواطنيها وللمجتمع عامة.

### عيوب الاقتصاد الموجه وسلبياته
يعاني الاقتصاد الموجه من عدة عيوب وسلبيات، ومن أبرزها:
- افتقار المنافسة: تحدد الحكومة الإنتاج والأسعار، ما يؤدي إلى عدم وجود منافسة بين المؤسسات الحكومية والخاصة، مما يؤثر على جودة المنتجات وطريقة عمل المؤسسات.
- عدم الاهتمام بالكفاءة: يتم التوظيف بغض النظر عن الكفاءة لتخفيض معدلات البطالة، مما يؤدي إلى تراجع جودة العمل والإنتاج.
- الاحتكار: تحتكر الحكومة بعض الصناعات الثقيلة، ما يؤدي إلى تضييق الفرص للمستثمرين الخاصين وتقليل المنافسة.
- عدم تحديد السلع الأكثر أهمية: يمكن أن يكون شخص في مركز القرار غير مطلع على حاجات المجتمع، مما يؤدي إلى اتخاذ قرارات خاطئة.
- خسارة رؤوس الأموال الهامة: يتم فقدان رؤوس الأموال الهامة لإحياء الاقتصاد في الدولة بسبب سيطرة الحكومة المطلقة على الموارد.
- عدم وجود ضوابط فعالة: لا تستطيع الحكومة تطبيق الضوابط التي تضعها بشكل فعال للسيطرة على ارتفاع الأسعار وانخفاضها.
- الاهتمام بالصيانة على حساب الاستثمارات الجديدة: يؤخر ذلك عمليات التنمية الاقتصادية المطلوبة لتحقيق رفاهية المجتمع.
- انعدام الاستقرار الاقتصادي: تفتقر الحكومة للمرونة في اتخاذ القرارات والاستجابة السريعة للتقلبات الحاصلة في الناتج المحلي.
- تهديد مبادئ الديمقراطية: تهدد سيطرة الحكومة المطلقة ومحدودية قدرة الأفراد على اتخاذ القرارات مبادئ الديمقراطية التي تحرص الشعوب على تحقيقها.

## النظام الاقتصادي المختلط
يتألف النظام الاقتصادي المختلط من جوانب مختلفة من النظام الرأسمالي والاشتراكي، مما يجعله نظامًا جديدًا له خصائص مميزة، وفيما يأتي أهم خصائصه:
- البقاء المشترك للقطاعين العام والخاص: يتميز النظام الاقتصادي المختلط بوجود بقاء مشترك متناغم للقطاعات العامة والخاصة والمشتركة في الدولة.
- الملكية الخاصة والملكية العامة: يتميز الاقتصاد المختلط بوجود خليط من الملكية العامة والخاصة.
- التخطيط الاقتصادي: يتميز النظام الاقتصادي المختلط بوجود اهتمام من القطاعين العام والخاص في التخطيط الاقتصادي والمالي.
- حماية حقوق المستهلك: تتصف مصالح المستهلكين النهائيين في النظام الاقتصادي المختلط بكونها محمية.
- حماية حقوق العمل: تحمي الحكومة في النظام الاقتصادي المختلط الطبقة العاملة من استغلال الجهات الخاصة.
- تقديم الضمان الاجتماعي: يتوافر الضمان الاجتماعي في النظام الاقتصادي المختلط على شكل مزيج من شكلي الضمان الاجتماعي في الرأسماليّة والاشتراكيّة.
- تدخل الدولة: يسمح النظام الاقتصادي المختلط لبعض الشركات بالانهيار، بينما يقدم للبعض الآخر مستوى معين من التدخل، ويكون هذا التدخل بهدف محاربة المنافسة الدوليّة أو تقديم إعانة للشركات لتبقى من الناحية الماليّة.

يتميز النظام الاقتصادي المختلط بالعديد من المزايا التي تجعله مختلفًا عن باقي الأنظمة الاقتصادية، وفيما يأتي توضيح لأهم هذه المزايا:
- تشجيع القطاع الخاص: يتيح هذا النظام فرصة للنمو للقطاع الخاص، مما يزيد من تكوين رأس المال داخل الدولة.
- الحرية: يوجد حرية اقتصادية ومهنية في هذا النظام، حيث يمكن لكل شخص اختيار أي مهنة يرغب بها، وكذلك في إنتاج المنتجات.
- الاستخدام الأمثل للموارد: يعمل القطاع الخاص والعام بشكل متناغم من أجل استخدام الموارد بصورة فعالة، حيث يعمل القطاع العام من أجل تحقيق المنفعة الاجتماعية، بينما يستخدم القطاع الخاص الموارد بأفضل طريقة ليحقق أقصى ربح.
- تحقيق مزايا التخطيط الاقتصادي: يتميز هذا النظام بتمتعه بجميع المزايا المتحققة بسبب التخطيط الاقتصادي، حيث تعمل الحكومة على اتخاذ التدابير اللازمة للسيطرة على التقلبات الاقتصادية ومواجهة المشكلات الاقتصادية الأخرى.
- التقليل من عدم المساواة الاقتصادية: يتم التحكم في التفاوتات الاقتصادية والطبقية في هذا النظام، وذلك من خلال سيطرة الحكومة على هذه التفاوتات والعمل على تقليصها.
- المنافسة والإنتاج الفعال: يوجد المنافسة بين القطاعين الخاص والعام في هذا النظام، مما يحافظ على مستوى الكفاءة في السوق.
- الرعاية الاجتماعية: يعطى الأولوية الرئيسة للرعاية الاجتماعية في هذا النظام، ويتم تحديد سياسات الإنتاج والأسعار لتحقيق أقصى قدر من الرفاهية الاجتماعية.
- التنمية الاقتصادية: يتكاثف جهود الحكومة والقطاع الخاص في هذا النظام من أجل تطوير البنية التحتية الاجتماعية والاقتصادية في الدولة، بالإضافة إلى سن الحكومة العديد من الإجراءات التشريعية لحماية مصالح الفقراء في المجتمع.

## اقتصاد السوق
يعد النظام الاقتصادي الذي يتميز بحرية المبادرة وحرية تبادل السلع والخدمات بين الأفراد والشركات هو نظام الاقتصاد السوقي، وفي هذا النظام، يتم توجيه القرارات الاقتصادية بواسطة التفاعل البنّاء بين الأفراد والشركات في الدولة الواحدة. وقد تم تطوير الأساس النظري لهذا النظام من قبل الاقتصاديين الكلاسيكيين، مثل آدم سميث وديفيد ريكاردو وجان بابتيست ساي، الذين يعتقدون بوجود أيادٍ خفيّة وراء تحقيق الأرباح وتحفيز الأسواق. ويؤمن أنصار هذه النظرية بأن تدخل الحكومة غالباً ما يؤدي إلى عدم الكفاءة الاقتصادية التي تتسبب فعلياً بتدهور الأوضاع الاقتصادية للأفراد.
وفي هذا النظام، يتم استخدام قوى العرض والطلب لتحديد الأسعار والكميات المناسبة لمعظم السلع والخدمات، ويكون دور رجال الأعمال في هذا النوع من الاقتصاد هو تنظيم عوامل الإنتاج وإنتاج السلع والخدمات للمستهلكين أو الشركات التجارية الأخرى، ويتفق المشترون والبائعون على شروط هذه المعاملات بناءً على تفضيلات المستهلكين للسلع المختلفة والإيرادات التي ترغب الشركات في جنيها من استثماراتها. ويتم تخصيص الموارد من قبل رجال الأعمال عبر مختلف المشاريع وعمليات الإنتاج من خلال الأرباح التي يتوقعون تحقيقها نتيجة إنتاج مخرجات يقدّرها عملاؤهم.

### مزايا اقتصاد السوق
- يضمن إنتاج السلع والخدمات الأكثر طلباً التي يحتاجها المستهلكون بأفضل طريقة ممكنة.
- يحفز الشركات الأكثر إنتاجية على تحقيق مكاسب أكثر من الشركات الأقل إنتاجية.
- يشجع على الابتكار وتطوير المنتجات الجديدة التي تلبي حاجات المستهلكين بشكل أفضل.

### عيوب اقتصاد السوق
- يمكن أن تؤدي الأنشطة الاقتصادية إلى الأضرار البيئية التي لا يتم تسعيرها في السوق، وبالتالي يحتاج إلى التنظيم الحكومي للحفاظ على البيئة.
- يمكن أن يؤدي الاحتكار التكنولوجي إلى زيادة التفاوت في الثروة بين مختلف شرائح المجتمع.
- يمكن أن يؤدي التخصيص التلقائي للموارد إلى ترك قطاعات غير مربحة بشكل كبير، ولكنها حيوية بدون موارد كافية.
- يمكن أن يكون عرضة للأزمات بسبب اعتماد الأتمتة واستغلال العمال، مما يؤدي إلى تقليل الاستهلاك وحدوث ركود في الاقتصاد.